# 화릉 (고려)
화릉(和陵)은 고려 제8대 현종의 제1비인 원정왕후 김씨의 능이다. 현재 능의 위치는 알 수 없다.